# Guadalupe Ahuacatlán
Guadalupe Ahuacatlán är en ort i Mexiko.   Den ligger i kommunen Zumpahuacán och delstaten Mexiko, i den sydöstra delen av landet, 80 km sydväst om huvudstaden Mexico City. Guadalupe Ahuacatlán ligger 1 787 meter över havet och antalet invånare är 499.
Terrängen runt Guadalupe Ahuacatlán är huvudsakligen kuperad, men åt nordost är den bergig. Runt Guadalupe Ahuacatlán är det tätbefolkat, med 427 invånare per kvadratkilometer. Närmaste större samhälle är Ixtapan de la Sal, 10,4 km väster om Guadalupe Ahuacatlán. I omgivningarna runt Guadalupe Ahuacatlán växer huvudsakligen savannskog.